# 세스토산조반니

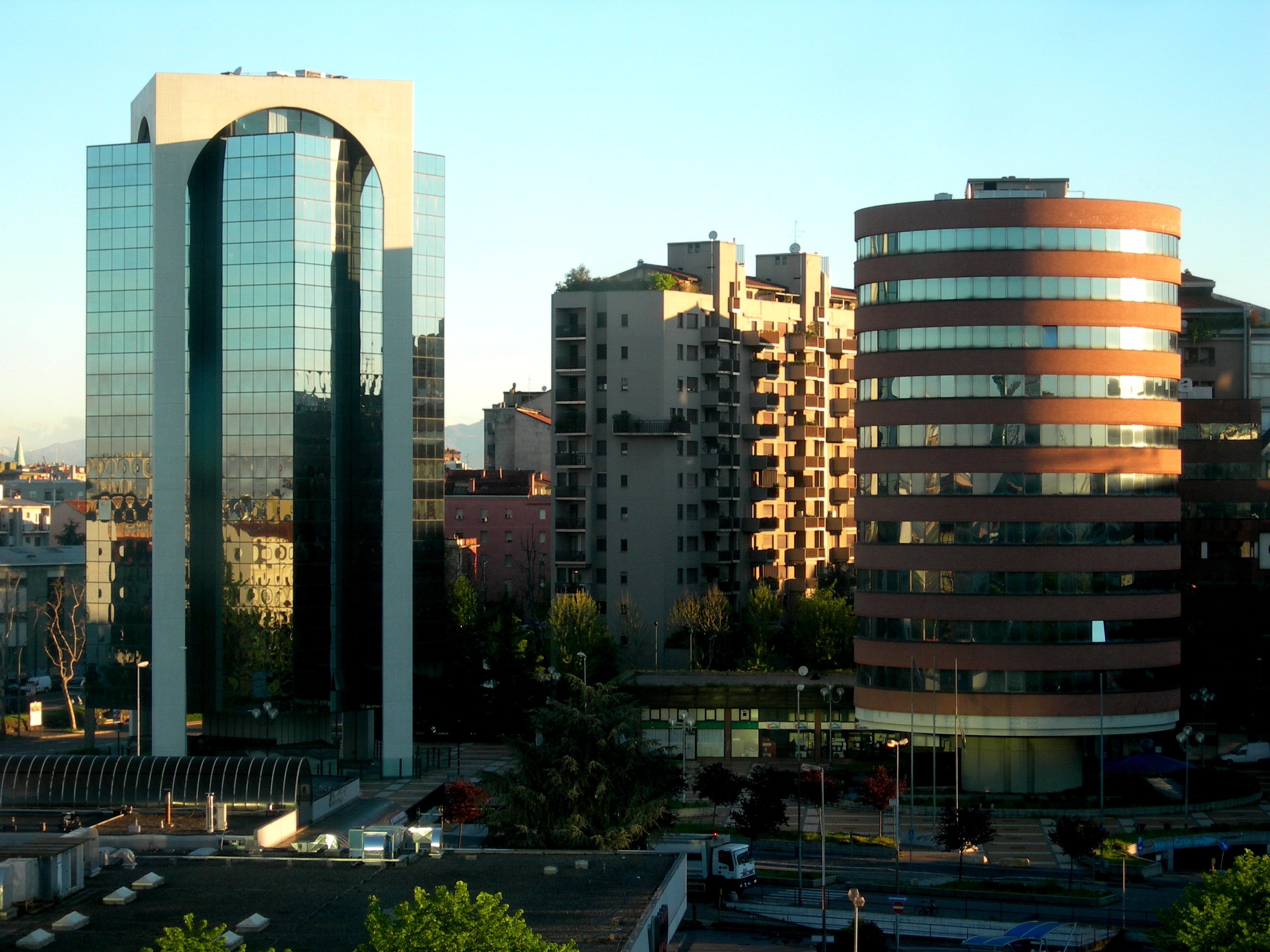

세스토산조반니(Sesto San Giovanni)는 이탈리아 북부 롬바르디아주 밀라노광역시의 코무네이다. 간단히 세스토(Sesto, 롬바르디아어: Sest)라고도 부른다. 철도역은 밀라노 지하철 1호선의 북단 정거장이다.
19세기까지만 해도 그다지 중요치 않던 복합기업 건물들로 즐비했던 세스토산조반니는 19세기 말, 20세기 초 성장하면서 Falck, 캄파리, 마그네티 마렐리, 브레다 등의 기업들을 포함한 여러 산업들의 지역이 되었다. 이 시기 인구 수는 가파르게 증가하였는데, 1880년에 5,000명의 거주인이 있었으나 1911년에 14,000명으로 증가하였다. 제2차 세계 대전 후 세스토는 이탈리아의 다른 지역들의 수많은 이주자들에 의해 붐비게 되었으며 1981년 95,000명의 거주 인구수 증가를 기록하였다. 이탈리아 공산당의 강력한 역사적 존재, 제2차 세계 대전의 파시즘에 대한 저항으로 인해 "이탈리아의 볼고그라드"라는 호칭으로 불리곤 한다.
다양하고 성장하는 산업들로 인해 세스토는 수많은 이주자들을 끌어모았다. 2016년 인구조사 통계에 따르면 인구 중 17%가 이주자들로 구성되어 있다.
1990년대에 세스토산조반니는 경제 위기로 고통을 받았다. 철강 생산에서 서비스 산업으로 경제 변환에 부분적으로는 성공했다. ABB 그룹, WIND 텔레커뮤니케이션스, Impregilo, 오라클 등 여러 대기업들이 세스토에서 오피스를 열었다.